# Леонід Глібов (монета)
«Леонід Глібов» — ювілейна монета номіналом 2 гривні, випущена Національним банком України. Присвячена 175-річчю з дня народження відомого українського поета, байкаря, драматурга і літературного критика Леоніда Івановича Глібова (1827—1893 рр.).
Монету введено в обіг 24 вересня 2002 року. Вона належить до серії «Видатні особистості України».

## Опис монети та характеристики
| Номінал грн. | Метал      | Маса, г | Діаметр, мм | Якість виготовлення | Гурт     | Тираж, штук |
| ------------ | ---------- | ------- | ----------- | ------------------- | -------- | ----------- |
| 2            | нейзильбер | 12,8    | 31,0        | звичайна            | рифлений | 30 000      |

### Аверс
На аверсі монети зображено сувій із малим Державним Гербом України, написами: «2002», «УКРАЇНА», «2», «ГРИВНІ» та герої байки «Музики», розміщено логотип Монетного двору Національного банку України.

### Реверс
На реверсі монети розміщено поясний портрет Глібова за столом з пером у руці, по колу монети написи: «ЛЕОНІД ГЛІБОВ» (праворуч) та роки життя «1827—1893» (ліворуч).

## Автори

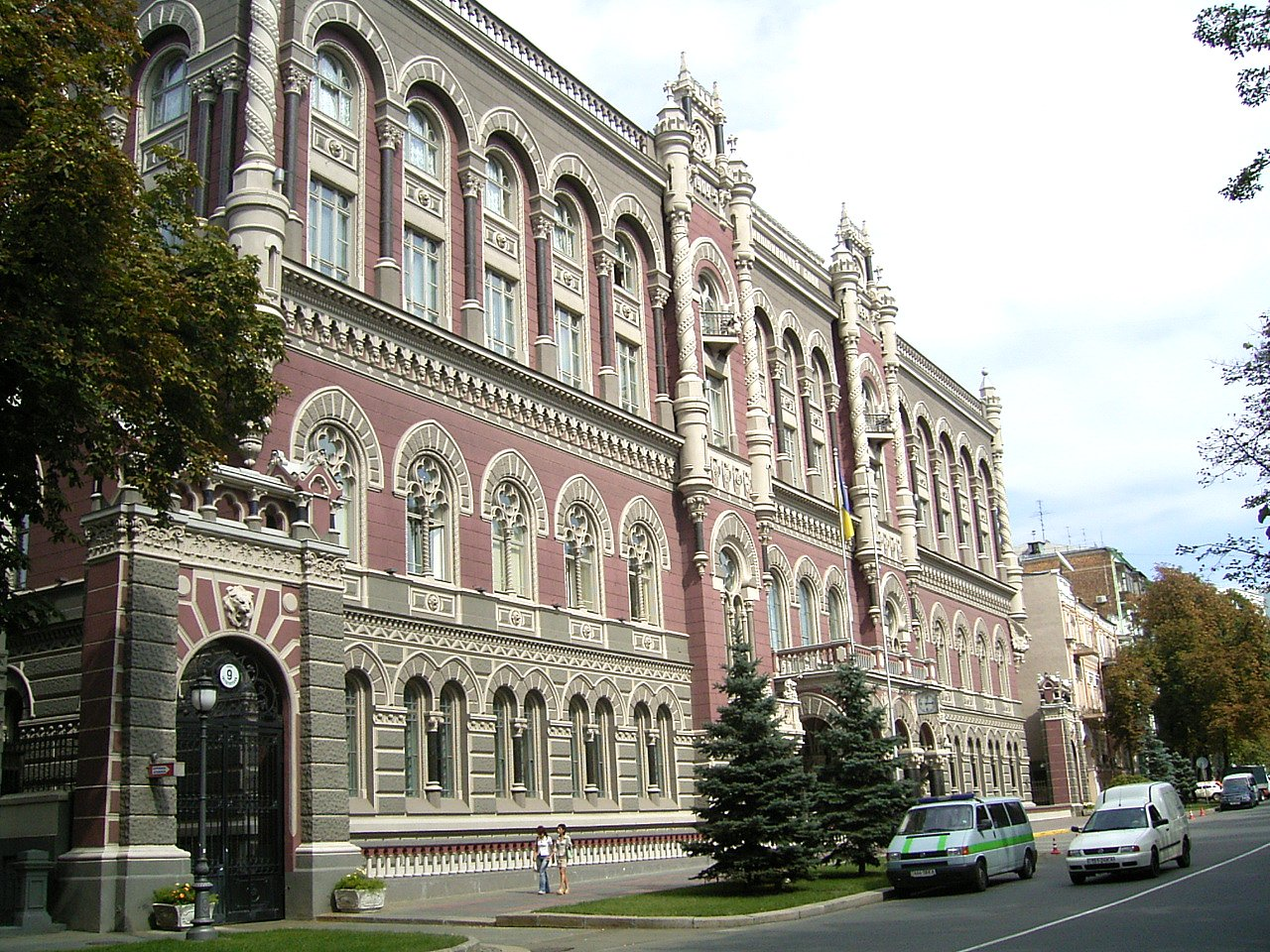
Будівля Національного банку України

- Художник — Кочубей Микола.
- Скульптор — Чайковський Роман.

## Вартість монети
Під час введення монети в обіг 2002 року, Національний банк України розповсюджував монету через свої філії за номінальною вартістю — 2 гривні.
Фактична приблизна вартість монети з роками змінювалася так:
| Рік        | 2010 | 2011 | 2012 | 2013 | 2014 | 2015 | 2016 | 2017 | 2018 | 2019 | 2020 | 2021 | 2022 | 2023 | 2024 | 2025 |
| ---------- | ---- | ---- | ---- | ---- | ---- | ---- | ---- | ---- | ---- | ---- | ---- | ---- | ---- | ---- | ---- | ---- |
| Ціна, грн. | 35   | 50   | 60   | 80   | 120  | 130  | 160  | 260  | 260  | 270  | 270  | 260  | 290  | 350  | 440  | 500  |